# Tim Wolf
Tim Wolf (né le 25 janvier 1992 à Zürich) est un joueur de hockey sur glace professionnel Suisse. Il évolue à la position de gardien de but.

## Biographie

### Jeunesse
Tim Wolf évolue dans le mouvement junior du ZCS Lions / GCK Lions.
Il remporte plusieurs championnats : Novices élites en 2008 et Juniors élites A en 2010, 2011 et 2012.

### En club
Tim Wolf fait ses débuts professionnelles avec le GCK Lions en LNB, lors de la saison 2009-2010. La saison suivante, il dispute un match avec l'équipe fanion, le ZSC Lions en LNA. Lors de la saison 2013-2014, en tant que deuxième gardien, derrière Lukas Flüeler, il remporte le championnat.
La saison suivante, il s'engage avec le SC Rapperswil-Jona Lakers et pour la première fois est le gardien titulaire. Fin décembre, il va renforcer le HC Davos pour la Coupe Spengler. Genève-Servette HC ayant des problèmes de gardiens blessé, il les rejoint pour la finale et est du coup sacré champions avec eux. Au terme de la saison, il ne peut éviter la relégation de Rapperswill en LNB.
Voulant rester en LNA, il rejoint HC Ambrì-Piotta. Il n'obtient pas la confiance de ses dirigeants et ne joue que 7 matchs sur toute la saison.
Pour la saison 2016-2017, il s'engage avec le HC La Chaux-de-Fonds en LNB. Il est le gardien signant le plus de victoires de la saison et lors des séries éliminatoires, il est éliminé en demi-finale par son ancien club, le SC Rapperswil. L'année suivante, il aide son club a se classer à la 4e place d'une LNB, dominée par le SC Rapperswil. Pour son troisième championnat avec les abeilles, il affiche le meilleur taux d'arrêts et le plus grand nombre de victoires, les aidant à finir à la 1re place. En séries éliminatoires, ils éliminent l'EVZ Academy 4-0, puis le HC Turgovie 4-1, avant de trébucher en finale 0-4 face au SC Langenthal.
Le HC Ajoie le recrute pour remplacer Dominic Nyffeler parti au EHC Kloten. En Coupe Suisse, Ajoie signe un exploit : il s'agit de la première fois qu'un club de deuxième division soulève le trophée. Alors que le club s'est qualifié pour les demi-finales, la saison est interrompue par Pandémie de Covid-19. La saison suivante, Ajoie bat Kloten en finale, devient champion de Swiss League et est promu en National League. En 2021-2022, les Ajoulots finissent dernier du championnat avec seulement 26 points. Au terme de la saison régulière, au profit d'une licence B[Quoi ?], il rejoint l'EHC Kloten en SL. Pour la deuxième année consécutive, il fête un titre de SL et une promotion. L'année suivante, bien qu'Ajoie enregistre plus de points (48), c'est insuffisant pour éviter les play-outs. S'inclinant face au SCL Tigers, Ajoie doit affronter La Chaux-de-Fonds pour sauver sa place dans l'élite. Damiano Ciaccio est le gardien partant pour le premier match et Ajoie s'incline. Wolf est choisi par son entraineur pour la suite et devient un des héros de cette série remportée 4-2 par Ajoie.

### En équipe nationale
Wolf représente son pays dès 2007-2008, dans les sélections juniors.
En 2012, il prend part au Championnat du monde junior où son équipe se classe au 8e rang.
En 2015, lors d'un tournoi en Slovaquie, il honore sa première sélection en équipe nationale, une défaite 5-0 face à la slovaquie.

## Statistiques

### En club
| Saison    | Équipe                 | Ligue             |                   | Saison régulière  | Saison régulière  | Saison régulière  | Saison régulière  | Saison régulière  | Saison régulière  | Saison régulière  | Saison régulière  | Saison régulière  |                   | Séries éliminatoires | Séries éliminatoires | Séries éliminatoires | Séries éliminatoires | Séries éliminatoires | Séries éliminatoires | Séries éliminatoires | Séries éliminatoires | Séries éliminatoires |
| Saison    | Équipe                 | Ligue             | PJ                | V                 | D                 | Min               | BC                | Moy               | % Arr             | Bl                | Pun               | PJ                | V                 | D                    | Min                  | BC                   | Moy                  | % Arr                | Bl                   | Pun                  |                      |                      |
| 2009-2010 | GC Küsnacht Lions      | LNB               | 3                 | 0                 | 2                 | 126               | 14                | 6,68              | -                 | 0                 | -                 | -                 | -                 | -                    | -                    | -                    | -                    | -                    | -                    | -                    |                      |                      |
| 2010-2011 | GC Küsnacht Lions      | LNB               | 6                 | 2                 | 3                 | 242               | 13                | 3,23              | -                 | 0                 | 0                 | -                 | -                 | -                    | -                    | -                    | -                    | -                    | -                    | -                    |                      |                      |
| 2010-2011 | ZSC Lions              | LNA               | 1                 | 0                 | 1                 | 11                | 2                 | 11,70             | 50                | 0                 | 0                 | -                 | -                 | -                    | -                    | -                    | -                    | -                    | -                    | -                    |                      |                      |
| 2011-2012 | GC Küsnacht Lions      | LNB               | 24                | 11                | 10                | 1 367             | 65                | 2,85              | -                 | 1                 | 0                 | 4                 | 1                 | 2                    | 236                  | 14                   | 3,57                 | -                    | 0                    | 0                    |                      |                      |
| 2012-2013 | GC Küsnacht Lions      | LNB               | 21                | 9                 | 10                | 1 249             | 67                | 3,22              | -                 | 0                 | 0                 | -                 | -                 | -                    | -                    | -                    | -                    | -                    | -                    | -                    |                      |                      |
| 2012-2013 | ZSC Lions              | LNA               | 8                 | 0                 | 3                 | 308               | 16                | 3,12              | 87,7              | 0                 | 0                 | -                 | -                 | -                    | -                    | -                    | -                    | -                    | -                    | -                    |                      |                      |
| 2012-2013 | ZSC Lions              | Trophée européen  | 2                 | -                 | -                 | 119               | 6                 | 3,04              | 89,7              | 0                 | 0                 | -                 | -                 | -                    | -                    | -                    | -                    | -                    | -                    | -                    |                      |                      |
| 2013-2014 | ZSC Lions              | LNA               | 6                 | 4                 | 1                 | 262               | 9                 | 2,06              | 92                | 1                 | 0                 | 4                 | 0                 | 0                    | 91                   | 2                    | 1,33                 | 95,0                 | 0                    | 0                    |                      |                      |
| 2013-2014 | GC Küsnacht Lions      | LNB               | 16                | 3                 | 10                | 940               | 58                | 3,70              | -                 | 0                 | 0                 | -                 | -                 | -                    | -                    | -                    | -                    | -                    | -                    | -                    |                      |                      |
| 2013-2014 | ZSC Lions              | Trophée européen  | 2                 | -                 | -                 | 80                | 4                 | 3                 | 90,2              | 0                 | 0                 | -                 | -                 | -                    | -                    | -                    | -                    | -                    | -                    | -                    |                      |                      |
| 2014-2015 | Rapperswil-Jona Lakers | LNA               | 38                | 11                | 19                | 2 202             | 114               | 3,11              | 89,9              | 1                 | 2                 | 11                | 4                 | 6                    | 694                  | 32                   | 2,77                 | 91,5                 | 1                    | 0                    |                      |                      |
| 2014-2015 | Rapperswil-Jona Lakers | Coupe Suisse      | 3                 | 2                 | 1                 | 149               | 5                 | 2,02              | -                 | 1                 | -                 | -                 | -                 | -                    | -                    | -                    | -                    | -                    | -                    | -                    |                      |                      |
| 2014-2015 | HC Davos               | Coupe Spengler    | 0                 | -                 | -                 | -                 | -                 | -                 | -                 | -                 | -                 | -                 | -                 | -                    | -                    | -                    | -                    | -                    | -                    | -                    |                      |                      |
| 2014-2015 | Genève-Servette HC     | Coupe Spengler    | 0                 | -                 | -                 | -                 | -                 | -                 | -                 | -                 | -                 | -                 | -                 | -                    | -                    | -                    | -                    | -                    | -                    | -                    |                      |                      |
| 2014-2015 | Rapperswil-Jona Lakers | LNA Qualification | 3                 | 0                 | 1                 | 166               | 11                | 3,98              | 89,6              | 0                 | 2                 | -                 | -                 | -                    | -                    | -                    | -                    | -                    | -                    | -                    |                      |                      |
| 2015-2016 | HC Ambrì-Piotta        | LNA               | 5                 | 0                 | 3                 | 201               | 19                | 5,69              | 82,7              | 0                 | 0                 | 2                 | 1                 | 1                    | 119                  | 7                    | 3,56                 | 89,1                 | 0                    | 0                    |                      |                      |
| 2015-2016 | HC Ambrì-Piotta        | Coupe Suisse      | 3                 | 2                 | 1                 | 185               | 8                 | 2,59              | -                 | 0                 | -                 | -                 | -                 | -                    | -                    | -                    | -                    | -                    | -                    | -                    |                      |                      |
| 2016-2017 | HC La Chaux-de-Fonds   | LNB               | 35                | 24                | 7                 | 2 029             | 89                | 2,63              | 90,6              | 2                 | 2                 | 10                | 5                 | 5                    | 596                  | 28                   | 2,82                 | 90,4                 | 1                    | 2                    |                      |                      |
| 2016-2017 | HC La Chaux-de-Fonds   | Coupe Suisse      | 1                 | 0                 | 0                 | 65                | 3                 | 2,77              | -                 | 0                 | -                 | -                 | -                 | -                    | -                    | -                    | -                    | -                    | -                    | -                    |                      |                      |
| 2017-2018 | HC La Chaux-de-Fonds   | SL                | 42                | 21                | 13                | 2 430             | 111               | 2,74              | 91,2              | 2                 | 0                 | 5                 | 0                 | 3                    | 317                  | 16                   | 3,03                 | 88,7                 | 0                    | 0                    |                      |                      |
| 2017-2018 | HC La Chaux-de-Fonds   | Coupe Suisse      | 1                 | 0                 | 1                 | 60                | 3                 | 3                 | -                 | 0                 | -                 | -                 | -                 | -                    | -                    | -                    | -                    | -                    | -                    | -                    |                      |                      |
| 2018-2019 | HC La Chaux-de-Fonds   | SL                | 32                | 18                | 6                 | 1 859             | 71                | 2,29              | 92,2              | 3                 | 0                 | 13                | 5                 | 4                    | 788                  | 26                   | 1,98                 | 9,36                 | 0                    | 0                    |                      |                      |
| 2018-2019 | HC La Chaux-de-Fonds   | Coupe Suisse      | 1                 | 1                 | 0                 | 60                | 0                 | 0                 | 100               | 1                 | -                 | -                 | -                 | -                    | -                    | -                    | -                    | -                    | -                    | -                    |                      |                      |
| 2019-2020 | HC Ajoie               | SL                | 33                | 23                | 7                 | 1 919             | 73                | 2,28              | 90,7              | 1                 | 0                 | 5                 | 4                 | 1                    | 299                  | 12                   | 2,41                 | 93                   | 0                    | 0                    |                      |                      |
| 2019-2020 | HC Ajoie               | Coupe Suisse      | 4                 | 4                 | 0                 | 241               | 12                | 2,99              | -                 | 0                 | -                 | -                 | -                 | -                    | -                    | -                    | -                    | -                    | -                    | -                    |                      |                      |
| 2020-2021 | HC Ajoie               | SL                | 31                | 21                | 6                 | 1 865             | 65                | 2,09              | 93                | 5                 | 0                 | 16                | 12                | 4                    | 967                  | 31                   | 1,92                 | 94,4                 | 4                    | 2                    |                      |                      |
| 2020-2021 | HC Ajoie               | Coupe Suisse      | 3                 | 2                 | 1                 | 179               | 5                 | 1,68              | -                 | 0                 | -                 | -                 | -                 | -                    | -                    | -                    | -                    | -                    | -                    | -                    |                      |                      |
| 2021-2022 | HC Ajoie               | NL                | 44                | 8                 | 33                | 2 421             | 163               | 4,04              | 89,7              | 1                 | 4                 | -                 | -                 | -                    | -                    | -                    | -                    | -                    | -                    | -                    |                      |                      |
| 2021-2022 | EHC Kloten             | SL                | 0                 | -                 | -                 | -                 | -                 | -                 | -                 | -                 | -                 | 8                 | 7                 | 0                    | 507                  | 9                    | 1,07                 | 96,1                 | 1                    | 2                    |                      |                      |
| 2022-2023 | HC Ajoie               | NL                | 30                | 8                 | 18                | 1 658             | 91                | 3,29              | 90,9              | 0                 | 0                 | 5                 | 2                 | 1                    | 349                  | 12                   | 2,07                 | 94,2                 | 0                    | 0                    |                      |                      |
| 2022-2023 | HC Ajoie               | NL Qualification  | 5                 | 4                 | 1                 | 333               | 9                 | 1,62              | 95,2              | 0                 | 0                 | -                 | -                 | -                    | -                    | -                    | -                    | -                    | -                    | -                    |                      |                      |
| 2023-2024 | HC Ajoie               | NL                | Saison en cours ? | Saison en cours ? | Saison en cours ? | Saison en cours ? | Saison en cours ? | Saison en cours ? | Saison en cours ? | Saison en cours ? | Saison en cours ? | Saison en cours ? | Saison en cours ? | Saison en cours ?    | Saison en cours ?    | Saison en cours ?    | Saison en cours ?    | Saison en cours ?    | Saison en cours ?    | Saison en cours ?    |                      |                      |
| Totaux NL | Totaux NL              | Totaux NL         | 132               | 31                | 78                | 7 061             | 414               | 3,52              | 89,8              | 3                 | 6                 | 22                | 7                 | 8                    | 1 250                | 53                   | 2,54                 | 92,3                 | 1                    | 2                    |                      |                      |
| Totaux SL | Totaux SL              | Totaux SL         | 243               | 93                | 55                | 11 592            | 515               | 2,67              | 91,8              | 9                 | 2                 | 61                | 29                | 12                   | 3 391                | 120                  | 2,12                 | 93,6                 | 6                    | 6                    |                      |                      |

### En équipe nationale
| Année     | Équipe     | Compétition                 |   | PJ | V | D   | Min | BC   | Moy  | % Arr | Bl | Pun      |  | Résultat |
| 2007-2008 | Suisse U16 | International               | 5 | -  | - | -   | -   | 3,22 | 90,6 | -     | -  |          |  |          |
| 2008-2009 | Suisse U17 | International               | 4 | -  | - | -   | -   | 3,26 | 89,6 | -     | -  |          |  |          |
| 2009-2010 | Suisse U18 | International               | 3 | -  | - | -   | -   | 2,94 | 90,9 | -     | -  |          |  |          |
| 2010-2011 | Suisse U19 | International               | 1 | -  | - | -   | -   | 4,14 | 81,8 | -     | -  |          |  |          |
| 2011-2012 | Suisse U20 | International               | 8 | -  | - | -   | -   | 3,36 | 89,5 | -     | -  |          |  |          |
| 2012      | Suisse U20 | Championnat du monde junior | 5 | 2  | 2 | 254 | 12  | 2,84 | 91   | 0     | 2  | 8e Place |  |          |
| 2014-2015 | Suisse     | International               | 1 | 0  | 1 | 60  | 5   | 5    | 85,7 | 0     | 0  |          |  |          |

## Trophées et honneurs personnels
- 2007-2008
  - Champion de Novices Élites avec le ZSC Lions

- 2009-2010
  - Champion de Juniors Élites A avec le GCK Lions

- 2010-2011
  - Champion de Juniors Élites A avec le GCK Lions
  - Comptabilise le plus de victoire pour un gardien en Juniors Élites A (16)

- 2011-2012
  - Champion de Juniors Élites A avec le GCK Lions

- 2013-2014
  - Champion de LNA avec le ZSC Lions

- 2014-2015
  - Vainqueur de la Coupe Spengler avec le Genève-Servette HC

- 2016-2017
  - Comptabilise le plus de victoire pour un gardien en LNB (24)

- 2018-2019
  - Comptabilise le plus de victoire pour un gardien en SL (20)

- 2019-2020
  - Vainqueur de la Coupe Suisse avec le HC Ajoie

- 2020-2021
  - Champion de SL avec le HC Ajoie
  - Promotion en NL avec le HC Ajoie

- 2021-2022
  - Champion de SL avec l'EHC Kloten
  - Promotion en NL avec l'EHC Kloten

## Transactions et contrats
- Le 9 avril 2014, il s'engage pour un an avec les Rapperswil-Jona Lakers[7].

- Le 30 décembre 2014, il prend part à la coupe Spengler avec le HC Davos et le Genève-Servette[2].

- Le 10 mars 2015, il prolonge d'une année avec Rapperswil[8].

- Le 3 août 2015, il s'entend avec Ambrì-Piotta pour un an[9].

- Le 21 mars 2016, il signe un contrat d'un an avec le HC La Chaux-de-Fonds[10].

- Le 3 février 2017, il ratifie une prolongation de deux ans avec La Chaux-de-Fonds[11].

- Le 19 février 2019, il s'engage pour deux ans avec le HC Ajoie[12].

- Le 21 janvier 2021, il prolonge de deux saisons avec le HC Ajoie[13].

- Le 31 janvier 2022, il ratifie un nouveau contrat lui assurant une place jusqu'au terme de la saison 2023-2024[14].

- Le 10 mars 2022, sous licence B, il est prêté au EHC Kloten jusqu'au terme des séries éliminatoires[15].